# Бабиков, Сергей
Сергей Бабиков (20 декабря 1967, Душанбе, Таджикская ССР, СССР) — таджикистанский спортивный стрелок, выступавший в пулевой стрельбе. Участник летних Олимпийских игр 2004, 2008 и 2012 годов.

## Биография
Сергей Бабиков родился 20 декабря 1967 года в Душанбе.
Выступал за «Динамо» из Ашхабада.
В 2004 году вошёл в состав сборной Таджикистана на летних Олимпийских играх в Афинах. В стрельбе из пневматического пистолета с 10 метров занял 10-е место на предварительном этапе, выбив 581 очко и уступив только одно очко худшим из квалифицировавшихся в финал.
В 2008 году вошёл в состав сборной Таджикистана на летних Олимпийских играх в Пекине. В стрельбе из пневматического пистолета с 10 метров занял 30-е место на предварительном этапе, выбив 574 очка и уступив 7 очков худшему из квалифицировавшихся в финал — Вальтеру Лапейру из Франции. В стрельбе из пистолета с 50 метров занял 42-е место на предварительном этапе, выбив 540 очков и уступив 19 очков худшему из квалифицировавшихся в финал — Дамиру Микецу из Сербии.
В 2012 году вошёл в состав сборной Таджикистана на летних Олимпийских играх в Лондоне. В стрельбе из пневматического пистолета с 10 метров занял последнее, 44-е место на предварительном этапе. По словам Бабикова, во время соревнований у него возникли проблемы с оружием — снизилась скорость вылета пули.